# Ромањано Сезија
Ромањано Сезија (итал. Romagnano Sesia) је насеље у Италији у округу Новара, региону Пијемонт.
Према процени из 2011. у насељу је живело 3596 становника. Насеље се налази на надморској висини од 273 м.

## Географија
| Клима (Ромањано Сезија)  | Клима (Ромањано Сезија) | Клима (Ромањано Сезија) | Клима (Ромањано Сезија) | Клима (Ромањано Сезија) | Клима (Ромањано Сезија) | Клима (Ромањано Сезија) | Клима (Ромањано Сезија) | Клима (Ромањано Сезија) | Клима (Ромањано Сезија) | Клима (Ромањано Сезија) | Клима (Ромањано Сезија) | Клима (Ромањано Сезија) | Клима (Ромањано Сезија) |
| Показатељ \ Месец        | .Јан.                   | .Феб.                   | .Мар.                   | .Апр.                   | .Мај.                   | .Јун.                   | .Јул.                   | .Авг.                   | .Сеп.                   | .Окт.                   | .Нов.                   | .Дец.                   | .Год.                   |
| ------------------------ | ----------------------- | ----------------------- | ----------------------- | ----------------------- | ----------------------- | ----------------------- | ----------------------- | ----------------------- | ----------------------- | ----------------------- | ----------------------- | ----------------------- | ----------------------- |
| Средњи максимум, °C (°F) | 6,0 (42,8)              | 7,9 (46,2)              | 12,6 (54,7)             | 17,3 (63,1)             | 22,0 (71,6)             | 25,8 (78,4)             | 28,6 (83,5)             | 27,5 (81,5)             | 23,6 (74,5)             | 17,2 (63)               | 11,1 (52)               | 7,2 (45)                | 28,6 (83,5)             |
| Средњи минимум, °C (°F)  | −1,6 (29,1)             | −0,3 (31,5)             | 3,4 (38,1)              | 7,4 (45,3)              | 11,0 (51,8)             | 14,6 (58,3)             | 16,8 (62,2)             | 16,3 (61,3)             | 13,9 (57)               | 8,9 (48)                | 4,1 (39,4)              | 0,2 (32,4)              | −1,6 (29,1)             |
| [ тражи се извор ]       |                         |                         |                         |                         |                         |                         |                         |                         |                         |                         |                         |                         |                         |

## Становништво
| 1931. | 1936. | 1951. | 1961. | 1971. | 1981. | 1991. | 2001. | 2011. |
| ----- | ----- | ----- | ----- | ----- | ----- | ----- | ----- | ----- |
| 4.099 | 4.244 | 4.268 | 4.564 | 4.522 | 4.458 | 4.329 | 4.216 | 4.049 |